# Indian National Football League 2005-2006
L'Indian National Football League 2005-2006 è stata la decima edizione della National Football League il campionato professionistico indiano di calcio per club, dalla sua istituzione nel 1996.

## Squadre
| Squadra      | Luogo     | Stadio                 |
| ------------ | --------- | ---------------------- |
| Air India    | Mumbai    | Cooperage Ground       |
| Dempo        | Goa       | Fatorda Stadium        |
| East Bengal  | Calcutta  | Yuva Bharati Krirangan |
| Fransa Pax   |           |                        |
| Goa          | Goa       | Fatorda Stadium        |
| JCT          | New Delhi | Ambedkar Stadium       |
| Mahindra Utd | Mumbai    | Cooperage Ground       |
| Mohammedan   |           |                        |
| Mohun Bagan  | Kolkata   | Salt Lake Stadium      |
| Salgaocar    | Morgumao  | Fatorda Stadium        |

## Classifica
|                  | Pos. | Squadra      | Pt | G  | V  | N | P  | GF | GS | DR  |
| ---------------- | ---- | ------------ | -- | -- | -- | - | -- | -- | -- | --- |
| India (bandiera) | 1.   | Mahindra Utd | 36 | 17 | 11 | 3 | 3  | 27 | 13 | +14 |
|                  | 2.   | East Bengal  | 31 | 17 | 9  | 4 | 4  | 25 | 16 | +9  |
|                  | 3.   | Mohun Bagan  | 30 | 17 | 8  | 6 | 3  | 17 | 10 | +7  |
|                  | 4.   | Goa          | 25 | 17 | 6  | 7 | 4  | 24 | 16 | +8  |
|                  | 5.   | Dempo        | 25 | 17 | 6  | 7 | 4  | 29 | 22 | +7  |
|                  | 6.   | JCT          | 20 | 17 | 5  | 5 | 7  | 14 | 14 | 0   |
|                  | 7.   | Air India    | 19 | 17 | 5  | 4 | 8  | 16 | 22 | +6  |
|                  | 8.   | Mohammedan   | 17 | 17 | 5  | 2 | 10 | 11 | 25 | -14 |
|                  | 9.   | Salgaocar    | 12 | 17 | 2  | 6 | 9  | 15 | 29 | -14 |
|                  | 10.  | Fransa Pax   | 4  | 9  | 0  | 4 | 5  | 2  | 13 | -11 |

Legenda:

      Campione Indian National League e ammessa alla Coppa dell'AFC 2007.
      Ammessa alla Coppa dell'AFC 2007.

      Retrocessa.